# Lil Pump
Gazzy Fabio García (Miami, 17 de agosto de 2000), conhecido por seu nome artístico Lil Pump, é um rapper, cantor e compositor norte-americano. Considerado um dos membros mais proeminentes na cena do SoundCloud rap, é conhecido também por sua música minimalista e por sua persona hiperativa e controversa. Nascido e criado em Miami, Lil Pump ganhou reconhecimento após o lançamento de seu primeiro álbum de estúdio, Lil Pump (2017).
Lil Pump ganhou popularidade com o single "Gucci Gang", que alcançou a terceira colocação na Billboard Hot 100 e recebeu certificado de platina cinco vezes pela Recording Industry Association of America (RIAA). O single foi destaque em seu álbum de estreia Lil Pump (2017), que alcançou a terceira colocação na Billboard 200 dos EUA. Desde então, ele lançou os singles "I Love It" (com Kanye West), "Esskeetit", "Drug Addicts ", "Butterfly Doors", "Racks on Racks", "Be Like Me" (com Lil Wayne), e ainda participou da trilha sonora do filme Deadpool 2, com o single "Welcome to the Party". Seu segundo álbum de estúdio, Harverd Dropout (2019), alcançou a posição 7 na Billboard 200 dos EUA. Seu terceiro álbum de estúdio, Lil Pump 2 (2023), foi lançado com críticas positivas, apesar do desempenho comercial morno.

## Primeiros anos
Gazzy Fabio García nasceu em 17 de agosto de 2000, em Miami, Flórida. Em uma entrevista com J. Cole, em 2018, ele declarou que seus pais são da Colômbia e se divorciaram quando ele tinha 6 anos de idade.
Quando García tinha 13 anos, seu primo, Lil Ominous, apresentou-o a Omar Pineiro, mais conhecido por Smokepurpp, e os dois acabaram por se tornar parceiros. Ambos foram expulsos de várias escolas distritais. Depois disso, Garcia matriculou-se numa oportunity school, uma escola secundária para alunos com problemas mal adaptados a escolas regulares mas também foi expulso por participar de brigas e  incitar um motim.

## Carreira musical

### 2016: início da carreira
A carreira musical de Pump começou quando Smokepurpp produziu uma faixa e convidou o artista pra participar. O single foi lançado de forma independente em 2016, no SoundCloud, como single de estreia do álbum "Lil Pump". A canção produzida foi seguida pelos singles "Elementary", "Ignorant", "Gang Shit" e "Drum $tick", ganhando mais três milhões de streams nas plataformas digitais. O sucesso no SoundCloud trouxe reconhecimento do rapper na cena do "SoundCloud rap" (rap de SoundCloud, em tradução livre) e, em 2016, ganhou destaque ao participar da turnê No Jumper.

### 2017: reconhecimento
Em 2017, Lil Pump alavancou sua carreira ao lançar os singles "D Rose" e "Boss", que colecionaram mais de 70 milhões de streams no SoundCloud. Devido à popularidade da canção, "D Rose" ganhou um videoclipe produzido pelo diretor Cole Bennett. O videoclipe foi lançado no YouTube em 30 de janeiro de 2017, alcançando mais de 96 milhões de visualizações até dezembro de 2017. Em 9 de junho de 2017, Lil Pump assinou um contrato musical com as gravadoras Tha Light Global e Warner Bros. Records, dois meses antes do seu aniversário de 17 anos.
Em julho de 2017, Pump anunciou em sua conta do Twitter que estava produzindo seu álbum de estúdio e o lançamento ocorreria em agosto. Apesar de não ter sido lançado no mês previsto pelo artista, Pump lançou "Gucci Gang". A canção entrou, em 8 de novembro de 2017, na terceira posição da Billboard Hot 100 dos Estados Unidos. Em 6 de outubro de 2017, lançou sua primeira mixtape comercial, Lil Pump, com a participação de Smokepurpp, Gucci Mane, Lil Yachty, Chief Keef, Rick Ross e 2 Chainz.

## Discografia

### Álbuns de estúdio
| Lil Pump - Lançamento: 6 de outubro de 2017 - Editora discográfica: Tha Lights Global, Warner Bros. Records - Formato(s): CD, download digital                      | 3 | 2 | 6 | 80 | 10 | 67 | 19 | 46 | 20 | 33 | - : Ouro |
| Harverd Dropout - Lançamento: 22 de fevereiro de 2019 - Editora discográfica: Tha Lights Global, Warner Bros. Records - Formato(s): CD, download digital            | 7 | 3 | 7 | 36 | 19 | 46 | 55 | 21 | —  | 35 |          |
| No Name - Lançamento: 10 de dezembro de 2021 - Editora discográfica: Tha Lights Global - Formato(s):Download digital (álbum em colaboração com o produtor Ronny J). | — | — | — | —  | —  | —  | —  | —  | —  | —  |          |
| Lil Pump 2 - Lançamento: 17 de março de 2023 - Editora Discográfica: Lançamento independente - Formato(s):CD, Download digital                                      | — | — | — | —  | —  | —  | —  | —  | —  | —  |          |
| "—" denota um título que não tenha entrado na tabela musical do respectivo país, ou que ainda não foi lançado.                                                      |   |   |   |    |    |    |    |    |    |    |          |

### Singles
| "Elementary"                                                                                                   | 2016 | —  | —  | —  | —  | —  | —  |                               | Não adicionado à nenhum álbum |
| "Lil Pump" | 2017 | —  | —  | —  | —  | —  | —  |                               | Não adicionado à nenhum álbum |
| "Boss" | 2017 | —  | 40 | —  | —  | 93 | —  | - : Platina                   | Lil Pump                      |
| "Flex Like Ouu"                                                                                                | 2017 | —  | —  | —  | —  | —  | —  | - : Ouro                      | Lil Pump                      |
| "D Rose" | 2017 | 8  | 48 | —  | —  | —  | —  | - : Ouro                      | Lil Pump                      |
| "Molly" | 2017 | —  | —  | —  | —  | —  | —  |                               | Lil Pump                      |
| "Next" (com Rich the Kid)                                                                                      | 2017 | —  | —  | —  | —  | —  | —  | Não adicionado à nenhum álbum |                               |
| "Gucci Gang"                                                                                                   | 2017 | 3  | 2  | 2  | 18 | 3  | 27 | - : 4× Platina - : Platina    | Lil Pump                      |
| "Designer" | 2018 | —  | —  | —  | —  | —  | —  |                               | Não adicionado à nenhum álbum |
| "I Shyne" (com Carnage)                                                                                        | 2018 | —  | 49 | —  | —  | 95 | —  | Battered Bruised & Bloody     |                               |
| "Esskeetit" | 2018 | 24 | 26 | 12 | —  | 25 | 89 | - : Ouro                      | Harverd Dropout               |
| "Welcome to the Party" (com Diplo, French Montana e Zhavia Ward)                                               | 2018 | 78 | 37 | —  | 87 | 55 | —  | - : Ouro                      | Deadpool 2                    |
| "Drug Addicts"                                                                                                 | 2018 | 83 | 45 | —  | —  | 52 | —  |                               | Harverd Dropout               |
| "I Love It" (com Kanye West)                                                                                   | 2018 | 6  | 5  | 5  | 4  | 1  | 3  | - : Platina                   | Harverd Dropout               |
| "Multi Millionaire" (com Lil Uzi Vert)                                                                         | 2018 | —  | —  | —  | —  | 99 | —  |                               | Harverd Dropout               |
| "Arms Around You" (com XXXTentacion, Maluma e Swae Lee)                                                        | 2018 | 28 | 16 | —  | 14 | 13 | 14 | - : Platina                   | Não adicionado à nenhum álbum |
| "Butterfly Doors"                                                                                              | 2019 | 81 | 37 | —  | —  | 48 | —  |                               | Harverd Dropout               |
| "Racks on Racks"                                                                                               | 2019 | —  | 46 | —  | —  | 77 | —  |                               | Harverd Dropout               |
| "Be Like Me" (com Lil Wayne)                                                                                   | 2019 | 72 | 33 | —  | —  | 47 | —  |                               | Harverd Dropout               |
| "—" denota um título que não tenha entrado na tabela musical do respectivo país, ou que ainda não foi lançado. |      |    |    |    |    |    |    |                               |                               |